# Marcols-les-Eaux
Marcols-les-Eaux est une commune française située dans le département de l'Ardèche, en région Auvergne-Rhône-Alpes.
Ses habitants sont appelés les Marcolais.

## Géographie

### Situation et description
La commune demeure essentiellement rurale et se situe à l'écart des grandes voies de communication régionales. Elle est située dans le Parc naturel régional des Monts d'Ardèche

### Géologie et relief
La plus grande partie de la commune est constituée de montagnes et de collines rocailleuses et abruptes. Le point culminant est à une altitude de 1 345 mètres et la très grande majorité du territoire communal est couvert de forêt ou de bois.

### Hydrographie
La commune est traversée par la Glueyre et la Veyruègne.

### Climat
Pour des articles plus généraux, voir Climat d'Auvergne-Rhône-Alpes et Climat de l'Ardèche.
En 2010, le climat de la commune est de type climat méditerranéen franc, selon une étude du CNRS s'appuyant sur une série de données couvrant la période 1971-2000. En 2020, Météo-France publie une typologie des climats de la France métropolitaine dans laquelle la commune est exposée à un climat de montagne ou de marges de montagne et est dans la région climatique Sud-est du Massif Central, caractérisée par une pluviométrie annuelle de 1 000 à 1 500 mm, minimale en été, maximale en automne.
Pour la période 1971-2000, la température annuelle moyenne est de 9,7 °C, avec une amplitude thermique annuelle de 16,3 °C. Le cumul annuel moyen de précipitations est de 1 459 mm, avec 8,8 jours de précipitations en janvier et 5,8 jours en juillet. Pour la période 1991-2020, la température moyenne annuelle observée sur la station météorologique de Météo-France la plus proche, « St-Pierreville », sur la commune de Saint-Pierreville à 7 km à vol d'oiseau, est de 11,9 °C et le cumul annuel moyen de précipitations est de 1 393,0 mm,. Pour l'avenir, les paramètres climatiques de la commune estimés pour 2050 selon différents scénarios d'émission de gaz à effet de serre sont consultables sur un site dédié publié par Météo-France en novembre 2022.

## Urbanisme

### Typologie
Au 1er janvier 2024, Marcols-les-Eaux est catégorisée commune rurale à habitat dispersé, selon la nouvelle grille communale de densité à 7 niveaux définie par l'Insee en 2022.
Elle est située hors unité urbaine et hors attraction des villes,.

### Occupation des sols
L'occupation des sols de la commune, telle qu'elle ressort de la base de données européenne d’occupation biophysique des sols Corine Land Cover (CLC), est marquée par l'importance des forêts et milieux semi-naturels (92,2 % en 2018), une proportion sensiblement équivalente à celle de 1990 (93 %). La répartition détaillée en 2018 est la suivante : 
forêts (71,8 %), milieux à végétation arbustive et/ou herbacée (20,5 %), zones agricoles hétérogènes (5,4 %), zones urbanisées (2,4 %).
L'évolution de l’occupation des sols de la commune et de ses infrastructures peut être observée sur les différentes représentations cartographiques du territoire : la carte de Cassini (XVIIIe siècle), la carte d'état-major (1820-1866) et les cartes ou photos aériennes de l'IGN pour la période actuelle (1950 à aujourd'hui).

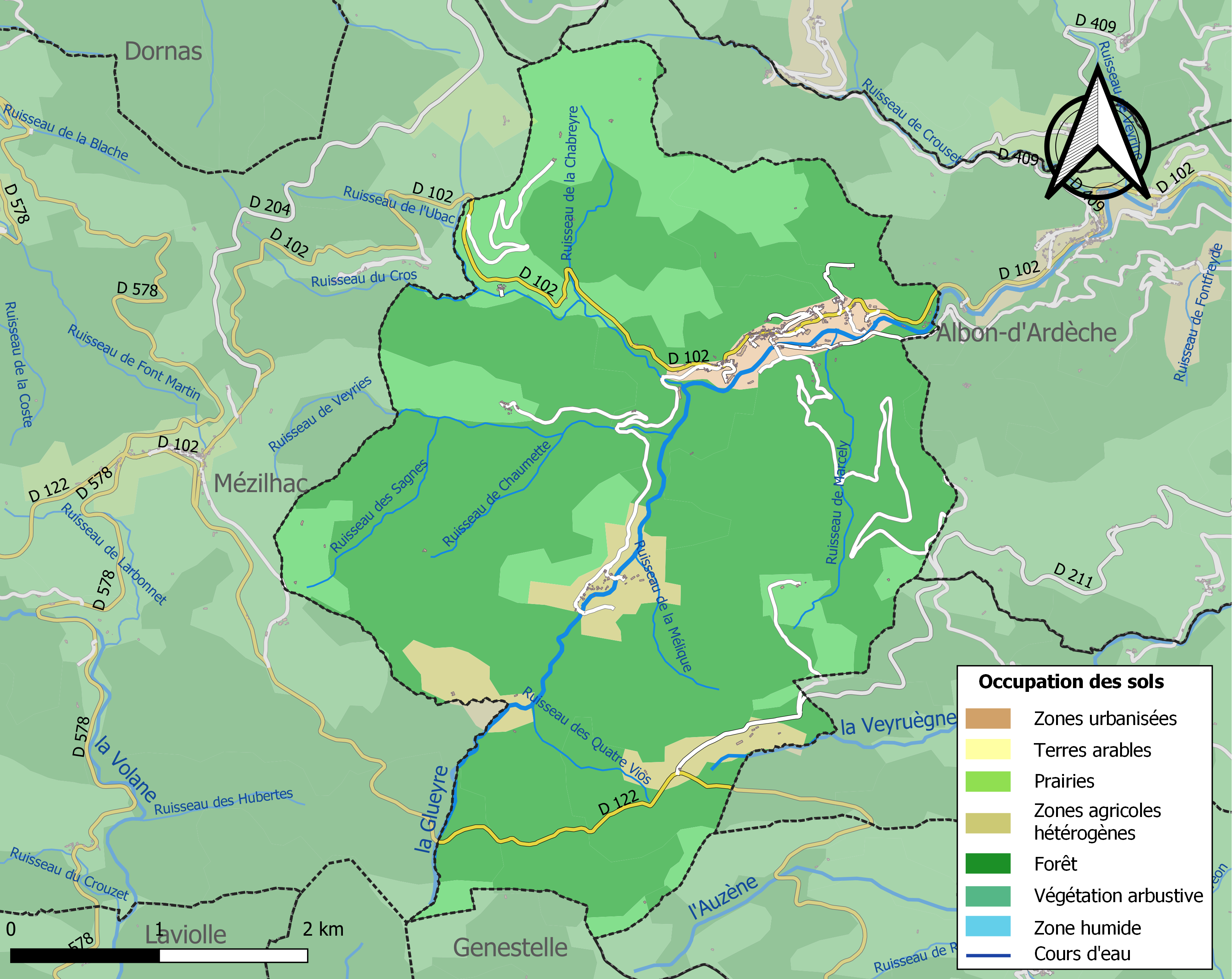
Carte des infrastructures et de l'occupation des sols de la commune en 2018 (CLC).

### Habitat et logement
En 2018, le nombre total de logements dans la commune était de 272, alors qu'il était de 268 en 2013 et de 270 en 2008.
Parmi ces logements, 37,1 % étaient des résidences principales, 46,3 % des résidences secondaires et 16,5 % des logements vacants. Ces logements étaient pour 88,2 % d'entre eux des maisons individuelles et pour 11,8 % des appartements.
Le tableau ci-dessous présente la typologie des logements à Marcols-les-Eaux en 2018 en comparaison avec celle de l'Ardèche et de la France entière. Une caractéristique marquante du parc de logements est ainsi une proportion de résidences secondaires et logements occasionnels (46,3 %), très supérieure à celle du département (18 %) et à celle de la France entière (9,7 %). Concernant le statut d'occupation de ces logements, 74,3 % des habitants de la commune sont propriétaires de leur logement (77,5 % en 2013), contre 66,9 % pour l'Ardèche et 57,5 % pour la France entière.
| Typologie                                               | Marcols-les-Eaux | Ardèche | France entière |
| ------------------------------------------------------- | ---------------- | ------- | -------------- |
| Résidences principales (en %)                           | 37,1             | 72,3    | 82,1           |
| Résidences secondaires et logements occasionnels (en %) | 46,3             | 18      | 9,7            |
| Logements vacants (en %)                                | 16,5             | 9,7     | 8,2            |

### Lieux-dits, hameaux et écarts
- La Pervenche
- Mauras

## Toponymie
Connue sous le nom de Marcovolos au XIe siècle[réf. nécessaire][Information douteuse] puis Marcouls au XIIe siècle [réf. nécessaire], la commune devient Saint-Julien-d'Ursival (première mention en 1573)[réf. nécessaire], Saint Julien étant le patron de la commune. En 1464, la paroisse comptait 64 habitants. La commune devient ensuite Marcols en 1790 puis Marcols-les-Eaux en 1912.

## Histoire

### Époque contemporaine
En 1912, 900 hectares de la commune (soit 36 % de sa superficie d'alors) sont détachés pour être érigés en commune indépendante formant ainsi Albon-d'Ardèche.

#### Seconde Guerre mondiale

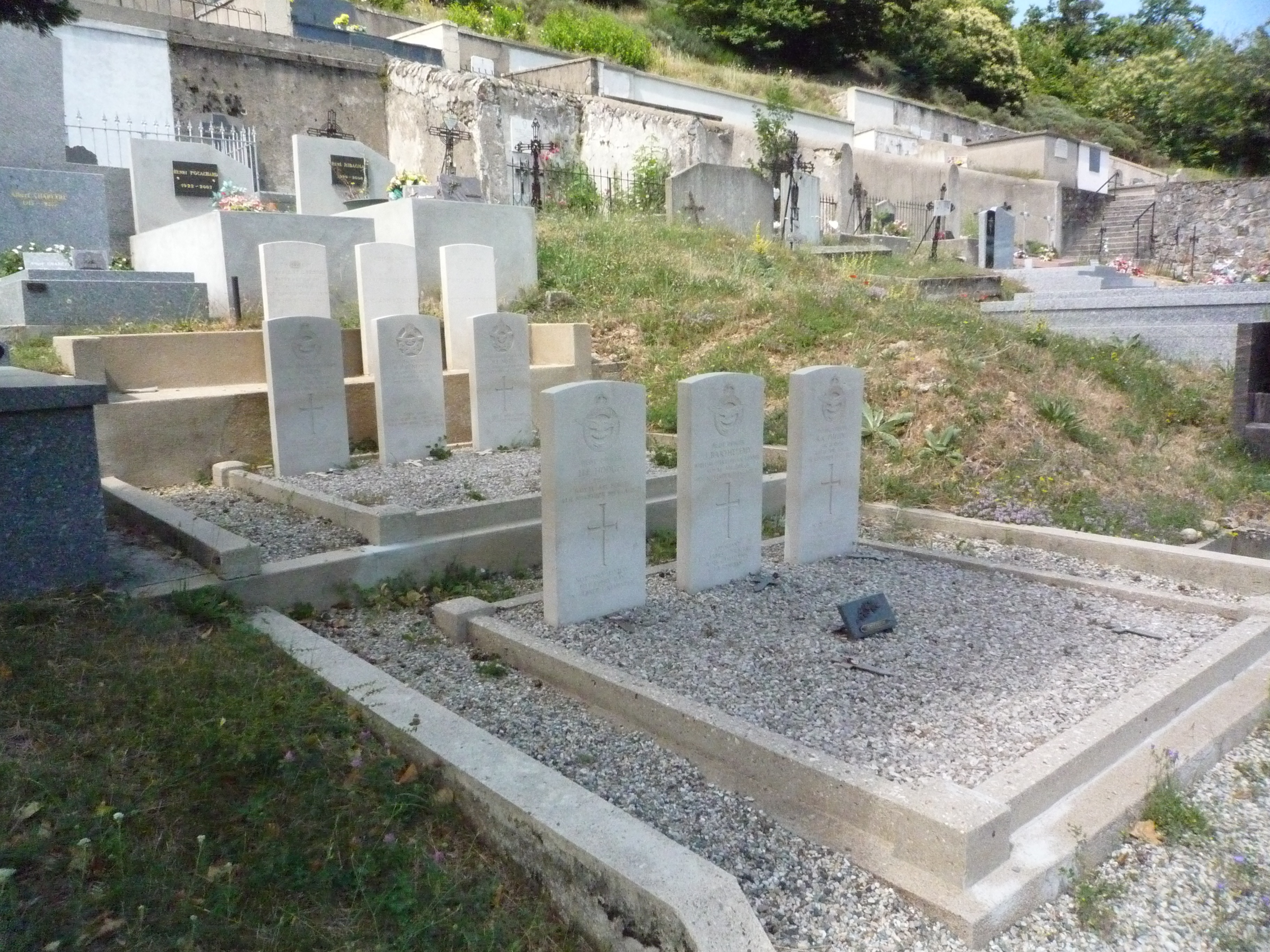
Les tombes des six aviateurs de la Royal Air Force tués dans le crash de 1943, au cimetière communal.

Le 4 novembre 1943, un avion de la Royal Air Force effectuant une mission de parachutage d'armes aux maquisards locaux s'écrase sur le rocher du Bourboulas, situé sur le territoire de la commune. Six aviateurs sont tués sur le coup. Cinq d'entre eux sont enterrés ultérieurement dans le cimetière communal. Leurs tombes sont toujours visibles. Le seul survivant, le sergent mitrailleur de queue John Brough, parvient à rejoindre la ferme Sénoulis de la famille Croze. Il est ensuite pris en charge par Marie Giraud à Marcols-les-Eaux et regagne l'Angleterre grâce à la Résistance. À sa mort en 1994, ses cendres sont dispersées selon son désir dans le cimetière de Marcols-les-Eaux, près de ses compagnons d'infortune.
Le 7 août 1944, l'aviation allemande bombarde à plusieurs reprises le village entraînant la mort de trois civils (Émile Chabriol, Julie Chabriol et Louise Souche). Une plaque commémorative rappelant cet épisode sanglant est posée au cimetière.

## Politique et administration

### Rattachements administratifs et électoraux

#### Rattachements administratifs
La commune se trouve depuis 1926 dans l'arrondissement de Privas du département de l'Ardèche.
Elle faisait partie depuis 1793 du canton de Saint-Pierreville. Dans le cadre du redécoupage cantonal de 2014 en France, cette circonscription administrative territoriale a disparu, et le canton n'est plus qu'une circonscription électorale.

#### Rattachements électoraux
Pour les élections départementales, la commune fait partie depuis 2014 du canton de Haut-Eyrieux
Pour l'élection des députés, elle fait partie de la première circonscription de l'Ardèche.

### Intercommunalité
Marcols-les-Eaux était membre de la communauté de communes des Châtaigniers, un établissement public de coopération intercommunale (EPCI) à fiscalité propre créé sous le nom de communauté de communes des vallées d'Auzène à Glueyre  fin 2002 et auquel la commune avait transféré un certain nombre de ses compétences, dans les conditions déterminées par le code général des collectivités territoriales.
Conformément aux prescriptions de la loi de réforme des collectivités territoriales du 16 décembre 2010, qui a prévu le renforcement et la simplification des intercommunalités et la constitution de structures intercommunales de grande taille, cette intercommunalité a été dissoute et certaines de ses communes, dont Marcols-les-Eaux ont rejoint le 1er janvier 2014, la communauté d'agglomération Privas Centre Ardèche.

### Tendances politiques et résultats
Politiquement, la commune penche plutôt à droite lors des élections nationales plaçant Jacques Chirac en tête au premier tour de l'élection présidentielle de 2002 (29 % des voix) puis Nicolas Sarkozy en 2007 (38 %). Au second tour de l'élection de 2007, Nicolas Sarkozy l'emporte sur Ségolène Royal dans la commune avec 54 % des voix contre 46 % à son opposante socialiste.
Lors du premier tour de l'élection présidentielle de 2017, les quatre premiers candidats sont Jean-Luc Mélenchon (23,33 %), Emmanuel Macron (21,67 %), François Fillon (19,17 %) et Marine Le Pen (15,83 %). Lors du second tour, le candidat élu Emmanuel Macron obtient 81 voix (78,64 %) et Marine Le Pen 22 vois (21, 36 %). Lors de ce scrutin, 25,15 % des électeurs se sont abstenus.
Lors du premier tour de l'élection présidentielle de 2022, les quatre premiers candidats sont Jean-Luc Mélenchon (24,43 %), Emmanuel Macron (22,14 %), Marine Le Pen (19,08 %) et Jean Lassalle (6,87 %). Lors du second tour, le candidat élu Emmanuel Macron obtient 67 voix (65,05 %) et Marine Le Pen 36 voix (34,95 %). Lors de ce scrutin, 25,00 % des électeurs se sont abstenus.

### Liste des maires
Élue lors des élections municipales de 1945, Marie Giraud est l'une des premières femmes maires de France.
| Période                                  | Période                        | Identité                   | Étiquette | Qualité                                                                 |
| ---------------------------------------- | ------------------------------ | -------------------------- | --------- | ----------------------------------------------------------------------- |
| Les données manquantes sont à compléter. |                                |                            |           |                                                                         |
| 1945                                     | octobre 1947                   | Marie Giraud, 1899-2000    |           | cheffe d'entreprise, résistante Médaille de la reconnaissance française |
| Les données manquantes sont à compléter. |                                |                            |           |                                                                         |
| avant 1988                               | 1990                           | Michèle Hilaire            |           |                                                                         |
| décembre 1990                            | mars 2001                      | Marcellin Dumas ( ? -2010) | PCF       | Ancien maire du Pouzin (1977 → 1989)                                    |
| mars 2001                                | 2014                           | François Blache            |           | Agriculteur                                                             |
| 2014                                     | mai 2020                       | Michel Gemo                |           | Retraité d'une entreprise publique                                      |
| mai 2020                                 | juillet 2022,                  | Bernard Justet             |           | Cadre retraité Démissionnaire                                           |
| octobre 2022                             | En cours (au 16 décembre 2022) | François Blache            |           | Agriculteur                                                             |

## Population et société

### Démographie
L'évolution du nombre d'habitants est connue à travers les recensements de la population effectués dans la commune depuis 1793. Pour les communes de moins de 10 000 habitants, une enquête de recensement portant sur toute la population est réalisée tous les cinq ans, les populations de référence des années intermédiaires étant quant à elles estimées par interpolation ou extrapolation. Pour la commune, le premier recensement exhaustif entrant dans le cadre du nouveau dispositif a été réalisé en 2008.

En 2022, la commune comptait 283 habitants, en évolution de −6,91 % par rapport à 2016 (Ardèche : +2,48 %, France hors Mayotte : +2,11 %).
| 1793  | 1800  | 1806  | 1821  | 1831  | 1836  | 1841  | 1846  | 1851  |
| ----- | ----- | ----- | ----- | ----- | ----- | ----- | ----- | ----- |
| 1 683 | 1 643 | 1 715 | 1 604 | 1 773 | 1 855 | 1 889 | 1 976 | 1 955 |

| 1856  | 1861  | 1866  | 1872  | 1876  | 1881  | 1886  | 1891  | 1896  |
| ----- | ----- | ----- | ----- | ----- | ----- | ----- | ----- | ----- |
| 1 869 | 1 913 | 1 877 | 1 901 | 1 990 | 1 896 | 1 961 | 1 867 | 1 956 |

| 1901  | 1906  | 1911  | 1921 | 1926 | 1931 | 1936 | 1946 | 1954 |
| ----- | ----- | ----- | ---- | ---- | ---- | ---- | ---- | ---- |
| 1 927 | 1 922 | 1 791 | 823  | 818  | 737  | 692  | 730  | 597  |

| 1962 | 1968 | 1975 | 1982 | 1990 | 1999 | 2006 | 2008 | 2013 |
| ---- | ---- | ---- | ---- | ---- | ---- | ---- | ---- | ---- |
| 601  | 454  | 353  | 325  | 300  | 301  | 326  | 334  | 310  |

| 2018 | 2022 | - | - | - | - | - | - | - |
| ---- | ---- | - | - | - | - | - | - | - |
| 287  | 283  | - | - | - | - | - | - | - |

### Enseignement
La commune est rattachée à l'académie de Grenoble.

### Médias
Deux organes de presse écrite sont distribués dans la commune :
- L'Hebdo de l'Ardèche

Il s'agit d'un journal hebdomadaire français basé à Valence et diffusé à Privas depuis 1999. Il couvre l'actualité pour tout le département de l'Ardèche.
- Le Dauphiné libéré

Il s'agit d'un journal quotidien de la presse écrite française régionale distribué dans la plupart des départements de l'ancienne région Rhône-Alpes, notamment l'Ardèche. La commune est située dans la zone d'édition du Nord-Ardèche (Annonay - Le Cheylard).

### Cultes
L'église (propriété de la commune) et la communauté catholique de Marcols-les-Eaux sont rattachées à la paroisse catholique de « Sacré Cœur en Val d’Eyrieux », elle même rattachée au diocèse de Viviers.

## Culture locale et patrimoine

### Lieux et monuments
- Le moulinage de La Neuve construit en 1860, dont on peut apercevoir dans la salle voutée les moulins mis en place en 1937 et dont l'activité a cessé en 1967.
- Deux anciens volcans dominent le village ; au sud : la Graveyre accessible par la route (beau panorama), au nord-ouest Le Don où subsistent les ruines d'un ancien château médiéval (XIIe siècle) avec un panorama sur sept départements par temps clair. Curiosité géologique : la présence permanente d'eau dans un puits au sommet (probablement due à une cheminée volcanique).
- L'ancienne source d'eaux minérales au lieu-dit « le Gauchère ».
- Le château de Chabriol, celui du Roux, les ruines du château du Don, ancien fief protestant des comtes de Launay d'Antraigues, tenu par Jean-Pierre Descours, écuyer et détruit, en 1633, par les troupes du capitaine Antoine Chabalier, sieur du Cheylard[29].
- L'église Saint-Julien de Marcols-les-Eaux du XVIIe siècle.
- Le four à pain et le moulin du hameau de Mauras.

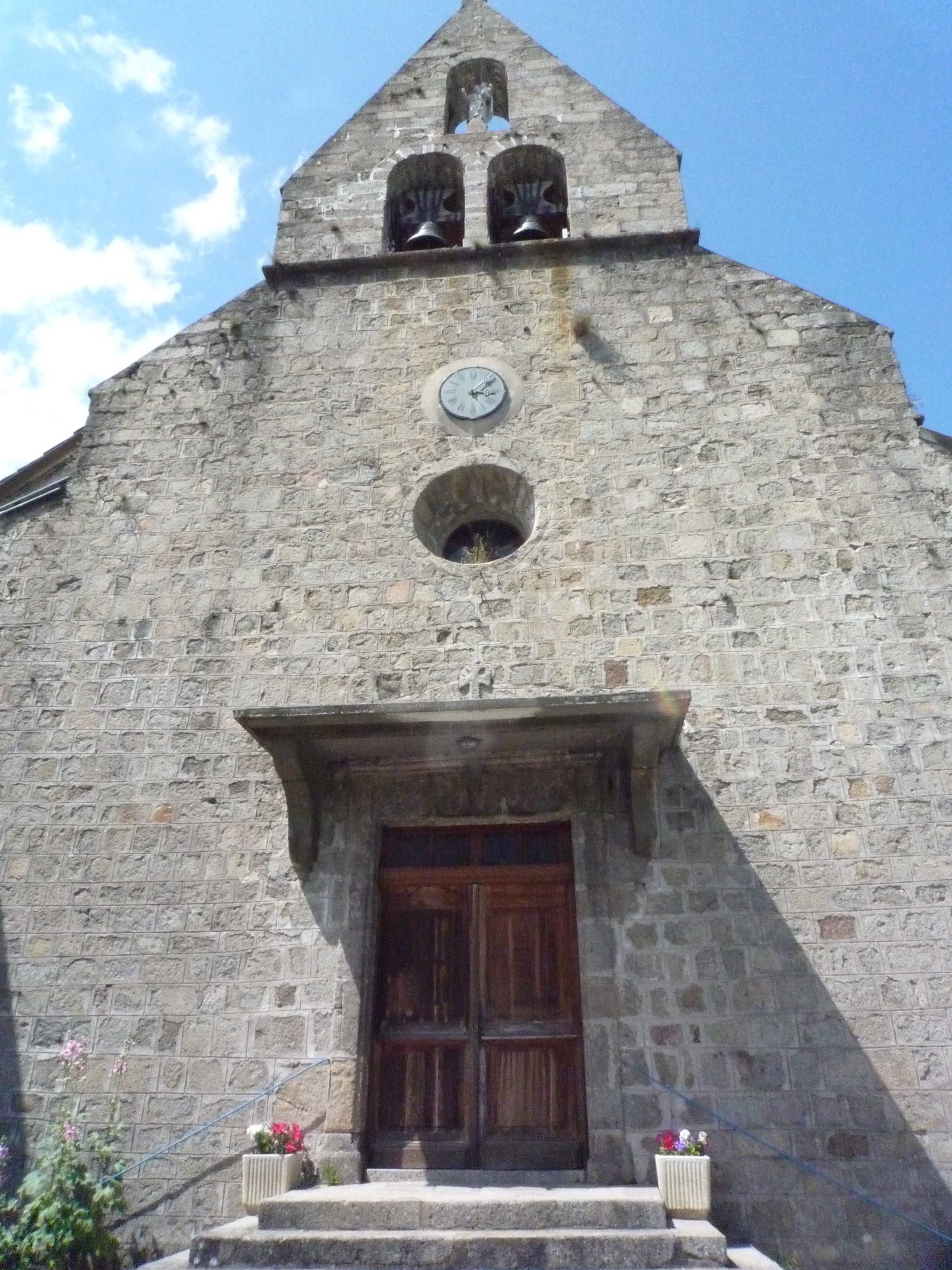
L'église.
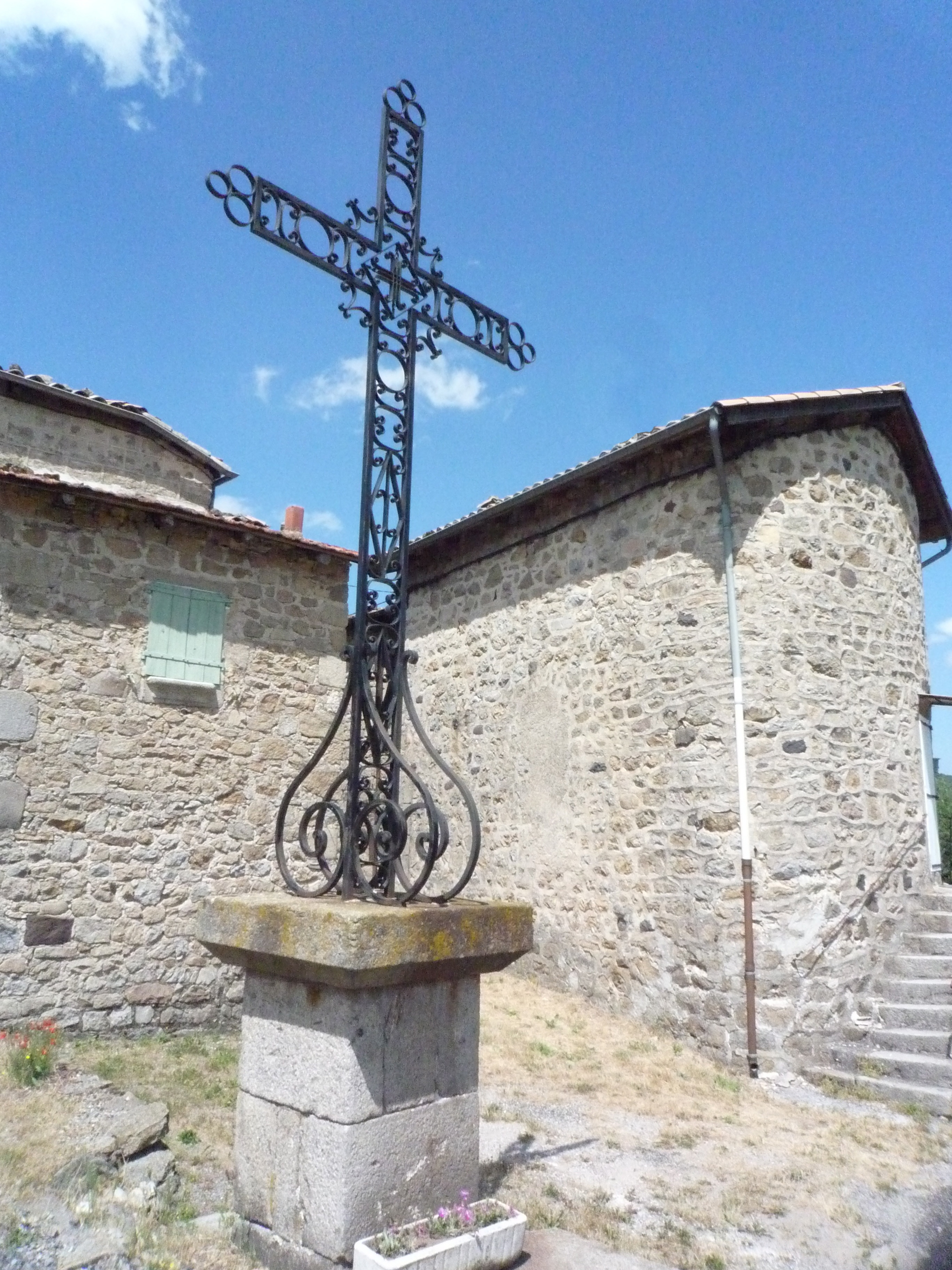
Une croix dans le village.

### Personnalités liées à la commune
- Auguste Blache (1877-1967), décorateur et sculpteur français, y est né. et y est mort.
- Marie Giraud (1899-2000), résistante et personnalité politique.

### Héraldique
|  | Marcols-les-Eaux possède des armoiries dont l'origine et le blasonnement exact ne sont pas disponibles. |

## Pour approfondir